# Alfabeto semítico
En términos generales, los alfabetos semíticos son aquellos derivados del alfabeto fenicio en que se escriben las lenguas semíticas:
- Alfabeto árabe
- Alfabeto arameo
- Alfabeto hebreo

Estos alfabetos también se utilizan para escribir lenguas no semíticas. Por ejemplo el Yiddish
Existen también restos arqueológicos de alfabetos semíticos anteriores, como el alfabeto hebreo antiguo, que derivó del fenicio en forma independiente y fue sustituido luego por el alfabeto arameo. Actualmente, sólo ha sobrevivido un descendiente en la forma de la escritura samaritana.
Se llaman semíticos del sur a los alfabetos de otra familia no relacionada usados al sur de la península arábiga alrededor del año 1000a.C. Según Robert Langdom (2000)
- El contenido de este artículo incorpora material de una entrada de la Enciclopedia Libre Universal, publicada en español bajo la licencia Creative Commons Compartir-Igual 3.0.

- Datos: Q28698154